# 堀内大輝
堀内 大輝（ほりうち だいき、1992年11月21日 - ） は、北海道放送（HBC）のアナウンサー。

## 人物
- 北海道帯広市出身。北海道帯広柏葉高等学校、弘前大学理工学部地球環境学科卒業。
- 2015年に入社。新人研修の一環として報道部に配属。同期の金城茉里奈は7月からアナウンス部配属となったが、堀内は2016年2月まで警察担当記者として勤務し、2016年3月より正式にアナウンス部に配属となった。
- 大学時代に気象予報士の資格を取得している。

## 担当番組
- 今日ドキッ!（リポーター）
- HBCニュース（不定期）
- THE TIME,（HBC中継担当キャスター）
  - 司会の安住紳一郎とは同じ高校の先輩後輩の関係。安住と共演した番宣CMもHBC限定で放送されている[1]。
- ホリキンマンデー!
- SUNDAYホリDAY